# Mahmoud Bayati
Mahmoud Bayati (Tehran, 22 marzo 1928 – 2 dicembre 2022) è stato un calciatore e allenatore di calcio iraniano, di ruolo attaccante.

## Carriera

### Club
Ha sempre giocato nel campionato iraniano.

### Nazionale
Con la maglia della nazionale ha disputato 5 partite tra il 1950 e il 1952.

### Allenatore
Allenando la nazionale ha trionfato in Coppa d'Asia, nel 1968.

## Palmarès

### Nazionale
- Coppa d'Asia: 1

1968